# Protestos no Saara Ocidental em 2010
Os protestos no acampamento Gdeim Izik foram protestos no Saara Ocidental que tiveram inicio em 9 de outubro de 2010 e duraram até novembro daquele ano, com incidentes relacionados que ocorrem na sequência do seu desmantelamento em 8 de novembro. Embora os protestos fossem inicialmente pacíficos, posteriormente foram marcados por confrontos entre civis e forças de segurança. Alguns se referiram aos protestos como a Terceira Intifada Saarauí. 
O número de mortos, feridos e detidos não eram claros, uma vez que as autoridades marroquinas impediram a entrada à região de jornalistas estrangeiros e dirigentes de ONGs  durante várias semanas. A organização Human Rights Watch (HRW), cujo diretor de emergência pode permanecer no país por cinco dias, informou em seu relatório que os únicos dados de falecidos que possuíam eram os números apresentados pelas autoridades marroquinas, que a repressão e tortura dos detidos eram verdadeiras e também os ataques às casas de civis saarauís, tal como estes relataram.
O ativista político Noam Chomsky sugeriu que os protestos no acampamento Gdeim Izik constituíram o início da Primavera Árabe,  considerado tradicionalmente como iniciado com a autoimolação de Mohamed Bouazizi na Tunísia em 17 de dezembro de 2010. 